# Роджър Харгрийвс
Роджър Харгрийвс (на английски: Charles Roger Hargreaves, 9 май 1935 г. – 11 септември 1988 г.) e британски автор и илюстратор на детски книги.
По-известни от тях са Mr. Men и поредицата книжки Little Miss, предназначени за предучилищна възраст.